# Пояна-Кимпіна (комуна)
Пояна-Кимпіна (рум. Poiana Câmpina) — комуна у повіті Прахова в Румунії. До складу комуни входять такі села (дані про населення за 2002 рік):
- Боболія (546 осіб)
- П'єтрішу (624 особи)
- Пояна-Кимпіна (4065 осіб)
- Регман (113 осіб)

Комуна розташована на відстані 82 км на північ від Бухареста, 32 км на північний захід від Плоєшті, 59 км на південь від Брашова.

## Населення
За даними перепису населення 2002 року у комуні проживали 5348 осіб.
Національний склад населення комуни:
| Національність   | Кількість осіб | Відсоток |
| ---------------- | -------------- | -------- |
| румуни           | 5329           | 99,6%    |
| цигани           | 8              | 0,1%     |
| угорці           | 4              | 0,1%     |
| греки            | 3              | 0,1%     |
| турки            | 2              | < 0,1%   |
| німці            | 1              | < 0,1%   |
| росіяни-липовани | 1              | < 0,1%   |

Рідною мовою назвали:
| Мова      | Кількість осіб | Відсоток |
| --------- | -------------- | -------- |
| румунська | 5332           | 99,7%    |
| циганська | 7              | 0,1%     |
| угорська  | 6              | 0,1%     |
| турецька  | 2              | < 0,1%   |
| грецька   | 1              | < 0,1%   |

Склад населення комуни за віросповіданням:
| Релігія        | Кількість осіб | Відсоток |
| -------------- | -------------- | -------- |
| православні    | 5197           | 97,2%    |
| адвентисти     | 52             | 1,0%     |
| римо-католики  | 40             | 0,7%     |
| лютерани       | 24             | 0,4%     |
| бретрени       | 19             | 0,4%     |
| атеїсти        | 5              | 0,1%     |
| п'ятдесятники  | 3              | 0,1%     |
| греко-католики | 2              | < 0,1%   |
| мусульмани     | 2              | < 0,1%   |
| реформати      | 1              | < 0,1%   |